# Cycas ferruginea
Cycas ferruginea — вид голонасінних рослин класу саговникоподібні (Cycadopsida).
Етимологія: латинська ferruginea — «іржаво-червоний», від рясної темно-червоної повсті на нових ростках, яка зберігається в якійсь мірі на старих листках.

## Опис
Стовбури деревовиді або безстеблові, до 1,2 м заввишки, 12–18 см діаметром у вузькому місці; 10–25 листків у кроні. Листки темно-зелені або сіро-зелені, дуже глянцеві або напівглянсові, завдовжки 130–210 см. Пилкові шишки веретеновиді, оранжеві, 25–45 см завдовжки, 4–6 см діаметром. Мегаспорофіли 11–19 см завдовжки, коричнево-повстяні. Насіння яйцеподібне, 19–24 мм завдовжки, 15–21 мм завширшки; саркотеста жовта, не вкрита нальотом, товщиною 1–2 мм.

## Поширення, екологія
Країни поширення: Китай (Гуансі); В'єтнам. Цей вид росте на голих вапняках без будь-яких видимих слідів землі біля коріння. Рослини ростуть у півтіні, в скелястих ущелинах у широколистяних лісах на вапнякових горах.

## Загрози та охорона
Загрози для цього виду невідомі. Цей вид, мабуть захищений у заповіднику.